# Hài kịch tình huống

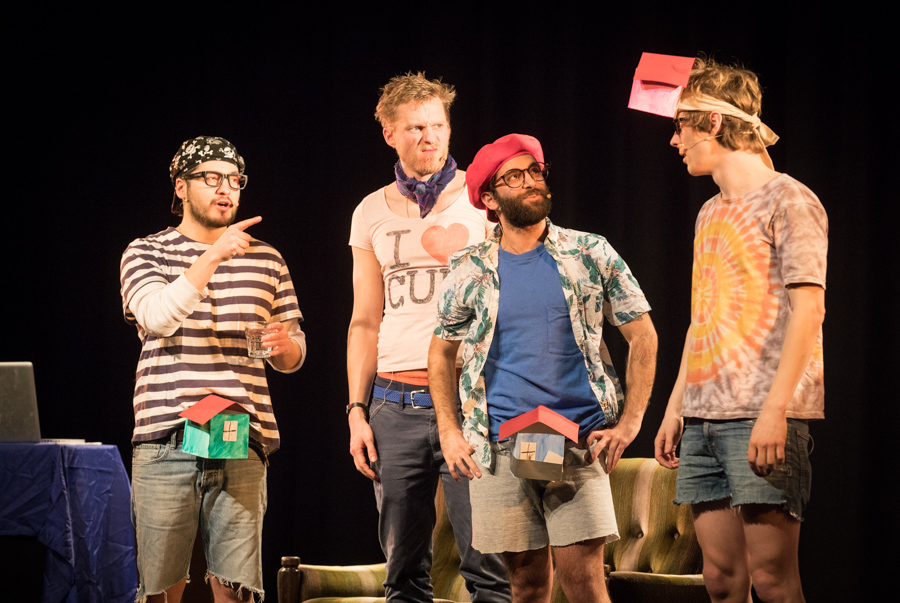
Hài kịch tình huống

Hài kịch tình huống hay sitcom (viết tắt của từ tiếng Anh: situation comedy) là một thể loại của hài kịch, lúc đầu được sản xuất cho radio nhưng hiện nay được trình chiếu chủ yếu trên ti vi. Sitcom có nhiều tập với những tình huống hài hước được lồng ghép vào nội dung câu chuyện phim và được thực hiện hầu hết trong trường quay, thu thanh đồng bộ, sử dụng cùng lúc 3 đến 4 máy quay phim ghi hình và bắt buộc phải dựng hình ngay tại trường quay để bảo đảm thời gian thực hiện một tập phim (khoảng 50 phút) chỉ trong thời gian 3 đến 4 ngày.

## Lịch sử
Hài kịch tình huống xuất hiện trên đài phát thanh ở Hoa Kỳ từ thập niên 1920. Chương trình đầu tiên có tên gọi là Sam and Henry phát trên đài phát thanh WGN ở Chicago vào năm 1926 lấy cảm hứng từ các câu truyện tranh hay các tình huống gây cười để đưa lên sóng.
Sau đó có chương trình truyền thanh hài kịch tình huống Amos & Andy, xuất hiện lần đầu trên hệ thống CBS năm 1928. Chương trình này là một trong những chương trình sitcom phổ biến nhất của thập niên 1930.
Theo từ điển Merriam-Webster Collegiate tái bản lần thứ 12 thì thuật ngữ sitcom bắt đầu hình thành từ năm 1951 cùng lúc với vở kịch I Love Lucy trên tivi.
Ngay từ những ngày đầu ra mắt, hài kịch tình huống đã từng là một phần thiết yếu của các chương trình truyền hình ở Hoa Kỳ.
Ở Âu châu thì đài BBC của Anh đã phát sóng Pinwright's vào cuối năm 1946 và sang những năm kế tiếp.
Sitcom ra mắt ở Mỹ lần đầu tiên có thể là Mary Kay and Johnny, với thời lượng phát sóng 15 phút trên hệ thống truyền hình DuMont vào tháng 11 năm 1947.
Tại buổi giao lưu truyền hình 2006, Sitcom đứng cuối bản danh sách các chương trình mang tính đại chúng nhất của thị trường Mỹ.

## Đặc điểm
Đây là kỹ thuật làm phim truyền hình được quay bằng nhiều máy, thu tiếng trực tiếp tại phim trường, không phân cảnh trước và dựng phim tại chỗ. Cứ vài tập phim chuyển tải một câu chuyện có tính độc lập với nhiều tình tiết hài hước, tuy nhiên dàn diễn viên thì cố định suốt toàn phim.

## Hài kịch tình huống tại một số quốc gia

### Việt Nam
Hài kịch tình huống tại Việt Nam là điều khá mới mẻ. Bộ phim đầu tiên được làm theo công nghệ này là Lẵng hoa tình yêu do Hãng phim Truyền hình Thành phố Hồ Chí Minh hợp tác với Công ty FNC (Hàn Quốc) thực hiện, tiếp theo là Vòng xoáy tình yêu (được chiếu trên HTV9). Cuối năm 2005, VFC bấm máy quay 300 tập phim Gia đình họ Vạn. Các tiểu phẩm của chương trình Gặp nhau cuối tuần trên VTV như: Chuyện của sếp (20 tập), Chuyện Giang Còi, Quang Tèo (20 tập), Chuyện hàng xóm cũng là những sitcom. Hai bộ phim nổi bật của thể loại sitcom thời kỳ đầu là Cô gái xấu xí(Hãng phim Việt) và Những người độc thân vui vẻ.(VFC).Cô gái xấu xí được mua bản quyền từ Colombia kể về một cô gái tốt tính nhưng quá xấu xí. Những người độc thân vui vẻ được mua bản quyền từ Trung Quốc kể về cuộc sống của nhân viên, ban quản lý và các vị khách của tòa nhà Chung cư vui vẻ.